# Феномен

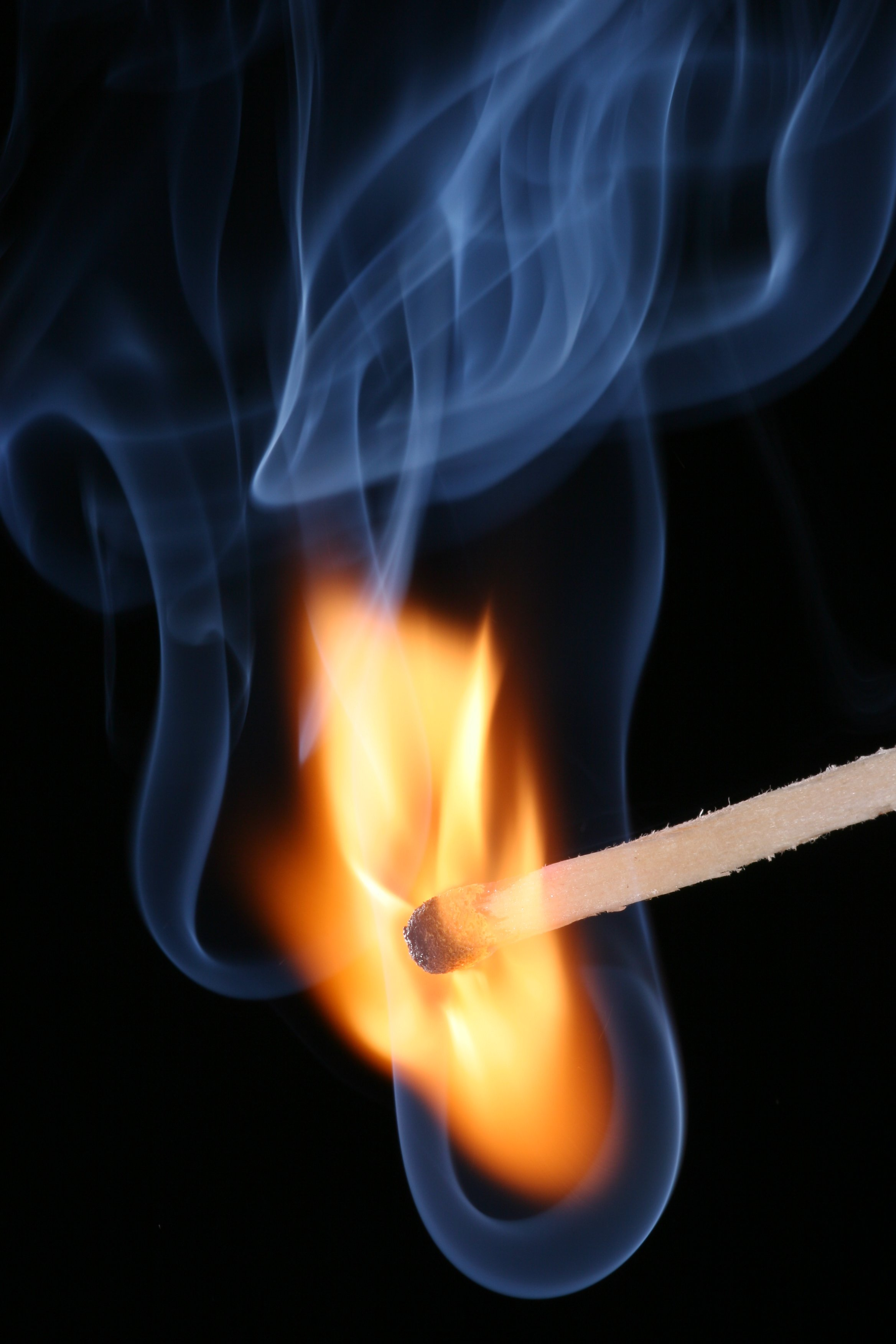
Горение — это наблюдаемое явление или событие, и оно же — феномен

Фено́мен (от греч. φαινόμενον — «являющееся, явление») — термин, в общем смысле означающий явление, данное в чувственном созерцании. В естественной науке под феноменом понимается наблюдаемое явление или событие. Также фено́ме́н — необычное явление, редкий факт; то, что трудно постичь.

## В философии
В античной философии термин (греч. φαινόμενα) встречается у ряда авторов (например у Эпикура) и означает предмет опытного знания. В философии Платона феноменальное противопоставляется миру идей. Поэтому феномен есть лишь отражение идеи.
В философии нового времени феномен перестаёт рассматриваться как простое отражение идеи. Заслуживает внимание трактовка феномена у Беркли, Юма, Лейбница. У Канта феномен — объект, конституированный трансцендентальным субъектом. Феномен выступает в качестве предмета возможного опыта в доступных нам априорных формах чувственного созерцания. Феномен противопоставлен у Канта ноумену — непознаваемой вещи самой по себе.
Понятие феномена играет важную роль в философии Брентано. Под феноменом он понимает всё, что может быть объектом научного рассмотрения. Так, им выделяются как внутренние (психические), так и внешние, физические феномены. Психические феномены обладают интенциональным существованием. Подлинно доступным для наблюдения может выступать только наш собственный внутренний опыт, который осознаётся нами. А потому феномен несёт в себе всё знание о предмете.
Решающую роль понятие феномена играет в феноменологии Гуссерля. Феномен у Гуссерля означает не только данные в созерцании качества вещей, но характеризуется единством своих содержаний. Утверждается наличие чистых содержаний сознания, которые могут быть рассмотрены вне их взаимосвязи с физическим миром.

## В психологии
Под «феноменом» в психологии может подразумеваться любое индивидуальное целостное психическое переживание.

## В естественной науке
В естественных науках «феномен» — наблюдаемое явление или событие. Часто данный термин используется без рассмотрения причин этого события. Примерами физических феноменов могут служить наблюдаемый феномен лунной орбиты или феномен колебаний маятника.